# Прекоп
Прекоп (на македонска литературна норма: Прекоп) е археологически обект, селище от Елинистическата епоха край ресенското село Асамати, Северна Македония.

## Местоположение
Намира се северозападно от селото в посока Езерани, на самото крайбрежие на Преспанското езеро.

## Описание
На площ от 100 × 100 m се виждат останките от сгради, една част от които е потопена във водите на езерото. Обектите са открити случайно, по време на спадане на нивото на езерото. Най-вероятно става въпрос за рибарско селище.
Находките се пазят в Музейната сбирка в Ресен.